# Élections législatives de 1973 dans la Nièvre
Les élections législatives françaises de 1973 se déroulent les 4 et 11 mars 1973. Dans le département de la Nièvre, trois députés sont à élire dans le cadre de trois circonscriptions.

## Élus
| Circonscription | Député sortant      | Parti | Parti | Député élu ou réélu         | Parti | Parti |
| --------------- | ------------------- | ----- | ----- | --------------------------- | ----- | ----- |
| 1re             | Daniel Benoist      |       | PS    | Daniel Benoist              |       | PS    |
| 2e              | Jacques Bouchacourt |       | UDR   | Jacques Huyghues des Étages |       | PS    |
| 3e              | François Mitterrand |       | PS    | François Mitterrand         |       | PS    |

## Résultats

### Résultats à l'échelle du département
| Parti                 | Parti                                   | Premier tour | Premier tour | Second tour | Second tour | Sièges |
| Parti                 | Parti                                   | Voix         | %            | Voix        | %           | Sièges |
| --------------------- | --------------------------------------- | ------------ | ------------ | ----------- | ----------- | ------ |
|                       | Parti socialiste                        | 46 666       | 37,58        | 75 634      | 59,95       | 3      |
|                       | Parti communiste français               | 24 521       | 19,75        | Retrait     | Retrait     | 0      |
|                       | Parti socialiste unifié                 | 2 548        | 2,05         |             |             | 0      |
|                       | Union de la gauche                      | 73 735       | 59,38        | 75 634      | 59,95       | 3      |
|                       |                                         |              |              |             |             |        |
|                       | Union des démocrates pour la République | 22 574       | 18,18        | 32 585      | 25,83       | 0      |
|                       | Républicains indépendants               | 11 719       | 9,44         | 17 941      | 14,22       | 0      |
|                       | Union des républicains de progrès       | 34 293       | 27,62        | 50 526      | 40,05       | 0      |
|                       |                                         |              |              |             |             |        |
|                       | Mouvement réformateur                   | 14 724       | 11,86        |             |             | 0      |
|                       | Lutte ouvrière                          | 1 415        | 1,14         | 0           |             |        |
|                       |                                         |              |              |             |             |        |
| Inscrits              | Inscrits                                | 159 220      | 100,00       | 159 220     | 100,00      | 3      |
| Abstentions           | Abstentions                             | 32 221       | 20,24        | 30 050      | 18,87       |        |
| Votants               | Votants                                 | 126 999      | 79,76        | 129 170     | 81,13       |        |
| Blancs et nuls        | Blancs et nuls                          | 2 832        | 2,23         | 3 010       | 2,33        |        |
| Exprimés              | Exprimés                                | 124 167      | 97,77        | 126 160     | 97,67       |        |
| Source : Data.gouv.fr |                                         |              |              |             |             |        |

### Résultats  par circonscription

#### Première circonscription (Nevers)
| Candidat       | Candidat                     | Parti          | Premier tour | Premier tour | Second tour | Second tour |  |
| Candidat       | Candidat                     | Parti          | Voix         | %            | Voix        | %           |  |
| -------------- | ---------------------------- | -------------- | ------------ | ------------ | ----------- | ----------- |  |
|                | Daniel Benoist sortant réélu | PS (UGSD)      | 18 464       | 40,84        | 28 180      | 61,1        |  |
|                | André Maïsseu                | RI (URP)       | 11 719       | 25,92        | 17 941      | 38,9        |  |
|                | Maurice Guin                 | PCF            | 8 962        | 19,82        | Retrait     | Retrait     |  |
|                | Christian de Montrichard     | Rad (MR)       | 4 652        | 10,29        |             |             |  |
|                | Michèle Saccomani            | LO             | 1 415        | 3,13         |             |             |  |
|                |                              |                |              |              |             |             |  |
| Inscrits       | Inscrits                     | Inscrits       | 58 596       | 100,00       | 58 596      | 100,00      |  |
| Abstentions    | Abstentions                  | Abstentions    | 12 286       | 20,97        | 11 356      | 19,38       |  |
| Votants        | Votants                      | Votants        | 46 310       | 79,03        | 47 240      | 80,62       |  |
| Blancs et nuls | Blancs et nuls               | Blancs et nuls | 1 098        | 2,37         | 1 119       | 2,37        |  |
| Exprimés       | Exprimés                     | Exprimés       | 45 212       | 97,63        | 46 121      | 97,63       |  |

#### Deuxième circonscription (Cosne-Cours-sur-Loire)
| Candidat       | Candidat                        | Parti          | Premier tour | Premier tour | Second tour | Second tour |  |
| Candidat       | Candidat                        | Parti          | Voix         | %            | Voix        | %           |  |
| -------------- | ------------------------------- | -------------- | ------------ | ------------ | ----------- | ----------- |  |
|                | Jacques Bouchacourt sortant     | UDR (URP)      | 13 514       | 31,38        | 19 167      | 43,22       |  |
|                | Jacques Huyghues des Étages élu | PS (UGSD)      | 11 144       | 25,88        | 25 176      | 56,78       |  |
|                | Charles Lederman                | PCF            | 10 808       | 25,1         | Retrait     | Retrait     |  |
|                | Jean-Pierre Le Blanc Bellevaux  | MR             | 5 047        | 11,72        |             |             |  |
|                | Robert Picq                     | PSU            | 2 548        | 5,92         |             |             |  |
|                |                                 |                |              |              |             |             |  |
| Inscrits       | Inscrits                        | Inscrits       | 54 931       | 100,00       | 54 931      | 100,00      |  |
| Abstentions    | Abstentions                     | Abstentions    | 11 002       | 20,03        | 9 701       | 17,66       |  |
| Votants        | Votants                         | Votants        | 43 929       | 79,97        | 45 230      | 82,34       |  |
| Blancs et nuls | Blancs et nuls                  | Blancs et nuls | 868          | 1,98         | 887         | 1,96        |  |
| Exprimés       | Exprimés                        | Exprimés       | 43 061       | 98,02        | 44 343      | 98,04       |  |

#### Troisième circonscription (Clamecy - Château-Chinon)
| Candidat                            | Candidat                          | Parti          | Premier tour | Premier tour | Second tour | Second tour |  |
| Candidat                            | Candidat                          | Parti          | Voix         | %            | Voix        | %           |  |
| ----------------------------------- | --------------------------------- | -------------- | ------------ | ------------ | ----------- | ----------- |  |
|                                     | François Mitterrand sortant réélu | PS (UGSD)      | 17 058       | 47,52        | 22 278      | 62,41       |  |
|                                     | Michel Vannereau                  | UDR (URP)      | 9 060        | 25,24        | 13 418      | 37,59       |  |
|                                     | Charles Gauthé                    | Rad (MR)       | 5 025        | 14,00        | Retrait     | Retrait     |  |
|                                     | Laurent Combier                   | PCF            | 4 751        | 13,24        | Retrait     | Retrait     |  |
|                                     |                                   |                |              |              |             |             |  |
| Inscrits                            | Inscrits                          | Inscrits       | 45 693       | 100,00       | 45 693      | 100,00      |  |
| Abstentions                         | Abstentions                       | Abstentions    | 8 933        | 19,55        | 8 993       | 19,68       |  |
| Votants                             | Votants                           | Votants        | 36 760       | 80,45        | 36 700      | 80,32       |  |
| Blancs et nuls                      | Blancs et nuls                    | Blancs et nuls | 866          | 2,36         | 1 004       | 2,74        |  |
| Exprimés                            | Exprimés                          | Exprimés       | 35 894       | 97,64        | 35 696      | 97,26       |  |
| Source : Données du CDSP et CEVIPOF |                                   |                |              |              |             |             |  |